# آبشار ایست اف فیفتی
آبشار ایست اف فیفتی (به انگلیسی: East of Fifty Falls) آبشاری است که در همیلتون (انتاریو)، کانادا واقع شده و ارتفاع کلی ریزشگاه آن ۵ متر (۱۶ فوت) است.